# 網走番外地 (曲)
「網走番外地」（あばしりばんがいち）は、1965年（昭和40年）1月に高倉健がリリースしたシングル。

## 概要
1965年に公開された映画『網走番外地』の主題歌。レコード売上は公称200万枚。
歌詞の内容は特段問題になるような箇所があったわけではないが全体的なイメージが犯罪の肯定、反社会的な風潮の助長するおそれがあるとして日本民間放送連盟の内部規定要注意歌謡曲指定制度にある「退廃的、虚無的、厭世的言動を、肯定的または魅力的に表現したもの」などに基づいて、放送禁止となるAランク指定を受けていたが、映画公開同年（1965年）にテイチクレコードがレコード制作基準倫理委員会（レコ倫）を通さず発売して業界内で問題視された。その後なし崩し的に、同年にキングレコード、1969年にテイチクレコード、1970年にキングレコード、1971年にクラウンレコードから発売されたが、1972年に各社間での協議により以降レコード化しないという自主規制の取り決めが交わされ、1980年代末に同制度が廃止されるまで発売・放送不可になっていた。歌詞は2種類存在、1965年版は酒を「きす」、娘を「スケ」などヤクザの隠語が含まれ1979年まで先の制度の指定を受けた。1970年代半ばには生放送のワイドショーに出演したWBC世界ライト級王者ガッツ石松が当初『長崎は今日も雨だった』を歌う予定だったが突然ガッツが「尊敬する高倉健さんに捧げたい」と曲を網走番外地に変更、楽譜の用意もなく勘を頼りにバンド演奏が始まりフルコーラスが歌われたが、出演者やスタッフはこの曲が放送禁止指定を受けていることを知らず番組終了間際にプロデューサーがその事実を知り蒼白になったが、テレビ局内で処分を受けた人間はおらず問題には発展しなかった。
同じようにヤクザを題材にした楽曲には、藤純子の「緋牡丹博徒」や北島三郎の「仁義」があるが、どちらも要注意歌謡曲指定制度の審査対象にはなったものの指定は受けなかった。「『網走番外地』が放送禁止で、なぜ『緋牡丹博徒』や『仁義』は放送可能なのか」という意見もあった。
ファンからCD化の要望が多数寄せられたため、2014年12月31日にオリジナル盤を復刻しCDシングル化された。オリジナルのジャケットデザイン2種類も、折込型のWジャケットとして復刻している。

## 主題歌が起用されるまでの経緯
原曲は1931年に橋本国彦が「足利龍之助」の変名で作曲しビクターから発売された「レビューの踊子」（同名日活映画の主題歌。作詞：市橋一宏、歌：羽衣歌子、田谷力三、桜井京）である。東映宣伝部のOBで当時JASRACの事務局長をしていた吉田信が、岡田茂東映取締役（当時）のところに来て、子分だった山田栄一を紹介し「こいつあんまり仕事がないんだよ。頼む」と言い、山田が曲を持ってきて「『網走番外地』はこれでやりませんか。詞は作者不詳なんですが、流行ってるみたいです。うちがこれでものにしちゃえば、著作権うちのものになりますから」と話し、曲を聴いた上で岡田が使用を決めた。「網走番外地」発売時に橋本は亡くなっていたので、作曲者として名乗りを上げる事が出来なかった。
企画者の今田智憲が固執したのは主題歌で、しかも企画の段階から「健さんに歌ってもらえないかなあ」と言っていた。無類の照れ屋である高倉が断るのは決まっていると誰でも予想できたので、石井輝男に説得を頼み何とか了解を得た。この高倉の歌なくして『網走番外地』にヒットはなかったといわれる。高倉はシリーズ全てでこの主題歌を歌いテイチクからレコードも出してこれまた大ヒットした。高倉の他にも何人かレコードを出したがヒットしなかった。
本作の前に石井が撮った『顔役』（1965年1月3日公開）という映画にも使われた。日活版の『網走番外地』には歌はなく『顔役』で初めて映画の中で歌われた。映画で最初に歌ったのは三田佳子で、三田が『顔役』でオルガンを弾いて歌ったりして、次第に知られるようになっていた。これより少し前NHKのドキュメンタリー番組『現代の映像』（1964年8月16日）に放送された「兄貴と若い衆」というタイトルの回で、若い衆が網走刑務所で覚えた歌として、ギターを弾きながらこの曲を歌った。この番組は高視聴率だったという。『網走番外地』のチーフ助監督だった内藤誠が、NHKに番組で使ったテープを借りるため、金を持ってNHKを尋ねたが、金は受け取ってもらえず、先の若者に渡してくれと6000円の商品券を置いて帰ったという。
1980年代に入り、SP盤コレクターとして知られるSP懇話会会長（当時）・井上幸七が「レビューの踊子」と「網走番外地」のメロディの同一性に気づき、長田暁二も同じ曲と判定した。これにより「網走番外地」の原曲が「レビューの踊子」であることが知られるようになった。

## 収録曲
1. 網走番外地
原作：伊藤一 / 替歌：タカオ・カンベ / 採譜・編曲：山田栄一
2. 流れのブルース / 三界りえ子
作詞：門井八郎 / 作曲・編曲：久慈ひろし

## カバー
- 藤圭子（1970年、渋谷公会堂におけるデビュー1周年記念リサイタルにて歌唱。同年3rdアルバム「歌いつがれて25年 藤圭子演歌を歌う」（JRS-9039～40）に収録。1971年スタジオ録音盤として、アルバム「圭子の人生劇場」（JRS-7137）に収録。同1971年、石坂まさを作詞による藤圭子ver.「圭子の網走番外地」としてシングル「知らない町で」（JRT-1197）及びアルバム「知らない町で」（JRS-7177）に収録。
- 松山千春（2018年、アルバム『北のうたたち』に収録）

## 参考図書
- 松島利行『風雲映画城』 下、講談社、1992年。ISBN 4-06-206226-7。
- 石井輝男・福間健二『石井輝男映画魂』ワイズ出版、1992年。ISBN 4-948735-08-6。